# トンキン湾

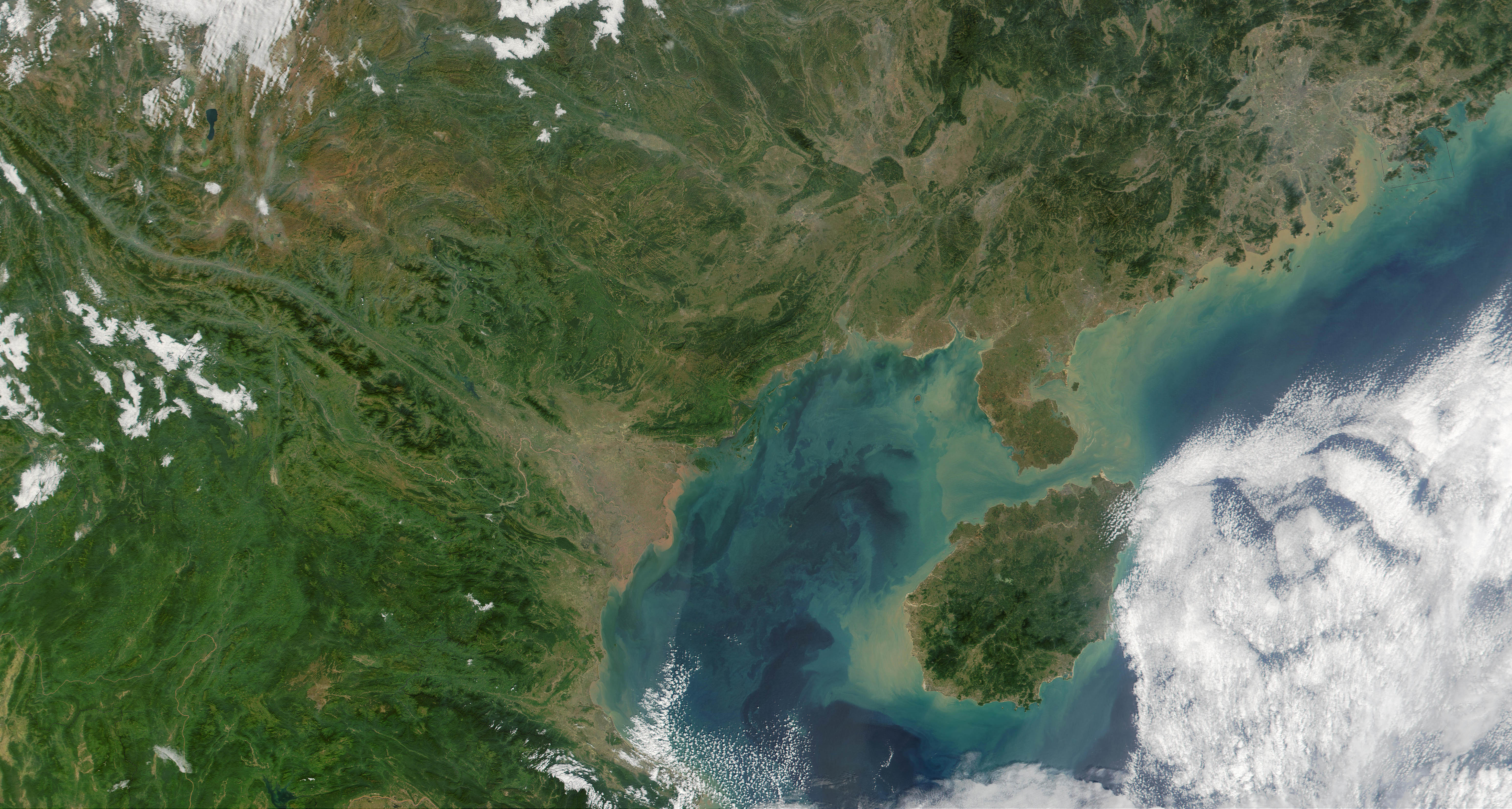
トンキン湾の衛星カラー写真。

トンキン湾（トンキンわん、Gulf of Tonkin）または北部湾（Vịnh Bắc Bộ / 泳北部）は、ベトナムと中国・海南島に挟まれた湾。トンキンの漢字表記は「東京」であり、「東の都」を意味する。しかし、現在のベトナムではバクボ湾（北部湾）（ベトナム語：Vịnh Bắc Bộ / 泳北部, 英語: Bac Bo Gulf）であり、中国でも北部湾（拼音: Běibù Wān）と呼ぶようになってきている。これは、日本の東京湾と混同されるおそれがあるためだといわれる。なお、「東」を「Ton」と読むのは閩語や呉語の発音であり、ベトナム語では「đông」である。 	

## 概要
面積は約12万平方キロメートル、南シナ海の北西に位置する。深度は浅く、大部分が60メートル以下の浅海である。注ぐ主な河川として紅河がある。歴史的には、ベトナム戦争の本格的な米軍の介入となった、1964年のトンキン湾事件の舞台として有名である。
面する主な港湾として、ハイフォン（ベトナム領）、北海（中国領）などがある。主な島としては中国領の海南島が湾の東部にある。
大陸棚における石油や水産資源の問題や、海洋通商路の確保の点から、ベトナムと中国との間に経済水域の紛争が生じつつあったが、両国政府の間で『トンキン湾経済水域および大陸棚画定協定』と『漁業協力協定』が結ばれ、2004年6月30日から発効している。